# La Iruela
La Iruela er en by og kommune i det sydlige Spanien i provinsen Jaén. Den har et indbyggertal på 1.867 (2024) indbyggere.